# Baia Porpoise
La baia Porpoise è una baia larga circa 140 km  situata sulla costa Banzare, nella parte orientale della Terra di Wilkes, in Antartide. All'interno della baia, i cui confini sono costituiti da capo Goodenough, a ovest, e capo Morse, a est, si gettano diversi ghiacciai, tra cui il Waldron, il Sandford, il Morse e il De Haven.

## Storia
La baia Porpoise fu scoperta e mappata nel corso della Spedizione di Wilkes, 1838-42, ufficialmente conosciuta come "United States Exploring Expedition" e comandata da Charles Wilkes, e così battezzata da quest'ultimo in onore del Porpoise, un bricco facente parte della spedizione. In seguito la baia è poi stata mappata più dettagliatamente nel 1955 da G. D. Blodgett grazie a fotografie aeree scattate durante l'operazione Highjump, 1946-1947.